# Ambystoma silvense
Espèce
Statut de conservation UICN

 DD  : Données insuffisantes
Ambystoma silvense est une espèce d'urodèles de la famille des Ambystomatidae.

## Répartition
Cette espèce est endémique de la Sierra Madre occidentale au Mexique. Elle se rencontre entre 2 438 et 2 469 m d'altitude dans les États de Chihuahua et de Durango.

## Publication originale
- Webb, 2004 : Observations on tiger salamanders (Ambystoma tigrinum complex, family Ambystomatidae) in Mexico with description of a new species. Bulletin of the Maryland Herpetological Society, vol. 40, n. 3, p. 122-143.